# Grofovija Tripoli
Grofovija Tripoli (lat. Comitatus Tripolitanus), bila je križarska država na Levantu, sa sjedištem u današnjem gradu Tripoli i teritorijom koja odgovara polovici današnjeg sjevernog Libanona i dijelovima zapadne Sirije. Predstavlja posljednju od križarskih država, koja je nastala nakon osvajanja grada 1109. godine, pri čemu ju je držao Bertrand od Toulousea, ispočetka vazal jeruzalemskog kralja Balduina I.. U 13. stoljeću je Tripoli postao vazal Kneževina Antiohije. Sredinom 13. stoljeća je Bohemond VI. pod utjecajem tasta Hetouma I. od Kilikijske Armenije dao vazalsku zakletvu Mongolskom Carstvu i pomagao mongolskim vojnim pohodima. mamelučki sultan Qalawun je krajem 13. stoljeća, u znak odmazde, napao Tripoli i Antiohiju s ciljem da ih likvidira. Grofovija Tripoli je prestala postojati nakon pada Tripolija 1289. godine.

## Vazalstva
Kneževina je bila jako slaba te se uvijek priklanjala nekom moćnijem. Godine 1109. postala je vazal južnog susjeda i najveće križarske države,  Jeruzalemskog Kraljevstva. Poslije bitke kod Hatina 1187. grofovija je postala slaba i izložena. Postrojbe egipatskog i sirijskog sultana Saladina su ušle u Jeruzalem početkom listopada iste godine. Sjedište te sad beznačajne države premješteno je u Akru. Sedam godina prije ovog događaja Kneževina Antiohija se oslobodila Bizanta i tako postala najmoćnija križarska država jer Saladin nikada nije ušao u Antiohiju. Tako je mala državica postala vazal Antiohije (1187.). Vazalstvo je trajalo gotovo cijelo stoljeće. Onda su Mongoli ušli u Bagdad te su grofovija Tripoli i Kneževina Antiohija postale vazali moćnom carstvu. Mameluci su osvojili Antiohiju 1268. godine, a pred sam kraj stoljeća (1289.) i Tripoli je doživio istu sudbinu. Uskoro su Mameluci osvojili Akru 1291., posljednju križarsku tvrđavu na Levantu.